# Olle Vävare
Bertil Olov Anders "Olle" Vävare, född 9 december 1932 i Almby församling, Örebro län, död 7 oktober 2007 i Sollentuna församling, Stockholms län, var en svensk redaktör.
Vävare, som var son till droskägare Martin Andersson och Dagmar Johansson, avlade studentexamen i Örebro 1951, studerade vid Uppsala universitet 1953–1954, anställdes på Nerikes Allehanda 1954, var redaktionschef på Askersunds Tidning 1955–1956, pressombudsman på Nykterhetsrörelsens presstjänst 1957, medarbetare i Vestmanlands Läns Tidning 1958–1961, redaktionssekreterare på Byggnadsindustrin 1961–1969, chefredaktör på Enköpings-Posten 1969–1971, Svensk Papperstidning 1971–1972, tidskriften VVS (Värme, ventilations- och sanitetsteknik) 1973–1979, Miljö i Sverige 1979–1980, Byggmästaren 1980–1985, och Fastighetstidningen 1989–1995.

## Utmärkelser
Vävare tilldelades Olle Engkvist-medaljen 1993.